# Пламенный мох
Пламенный мох (лат. Taxiphyllum sp. «Flame») — многолетний, тропический мох. Принадлежит к семейству Гипновые (Hypnaceae). Широко используется в аквариумистике и акваскейпинге в качестве декоративного водного растения. Побеги у данного вида мха растут вверх, напоминая своим внешним видом пламя. Мох имеет более темную зелёную окраску, чем другие виды мхов, используемые в аквариумистике.

## Описание
Пламенный мох был открыт относительно недавно, однако завоевал широкую популярность благодаря своему внешнему виду. Отличительной особенностью этого представителя водной флоры является его внешний вид: толстые вертикальные побеги переплетаются и создают визуальный эффект горящего пламени тёмно-зелёного цвета. В своей естественной среде обитания произрастает в Южной и Юго-Восточной Азии. Пламенный мох в дикой природе вырастает до 15-20 см в высоту, в условиях аквариума — до 8 см.
На данный момент не идентифицирован как вид, принадлежит к роду Taxiphyllum, используется для его обозначения вида affinis (сокращённо sp.).
Пламенный мох растёт как полностью погруженным в водную среду, так и в надводном положении. В надводном состоянии рост замедлен, в погруженном — растёт довольно быстро.
Корневая система — ризоидная.

## Среда обитания
В природе встречается в Южной Азии и Юго-Восточной Азии, преимущественно в тенистых зарослях холодных речных вод с незначительным течением. Растёт отдельными кустами в реках. Это растение предпочитает прохладную воду с медленным течением (сильное течение способно снести куст с места его произрастания). Средняя температура в естественной среде обитания варьируется от 20 °C до 28 °C.
Пламенный мох является пресноводным растением, но так же может выжить в солоноватой воде. Этот мох предпочитает низкую жёсткость и низкий уровень pH. Идеальный уровень pH колеблется от 6 до 7,5. Тем не менее, он будет лучше развиваться в более кислой воде, чем в щелочной.

## В аквариумистике
Данный вид мха довольно вынослив и подходит для обширного диапазона условий содержания:
- аквариум;
- палюдариум;
- рипариум;
- террариум;
- виварий[3]

Несмотря на то, что пламенный мох является водным растением, он может расти и без полного погружения в воду. Возможно размещение практически в любом месте аквариума, прикрепив его к субстрату, либо оставив на поверхности. Однако, если поместить растение вне воды, необходимы частые поливы для его увлажнения и подкормки. Размножается делением родительского куста.
Растение выступает в качестве субстрата для нереста икромечущих рыб и является укрытием для мелких рыб и креветок, которые способны поедать слой биоплёнки, образующейся на поверхности мха.
Нестабильные параметры воды могут привести к «таянию» пламенного мха.

### Освещение
Пламенному мху не нужно мощное освещение для фотосинтеза и роста. Это делает его идеальным растением для аквариумов со слабым освещением. Нахождение пламенного мха под прямыми солнечными лучами в течение длительного периода времени может способствовать получению ожогов или обезвоживанию мха. Аквариум не должен находиться под прямыми солнечными лучами, а источник искусственного освещения должен находиться на достаточном расстоянии. Предпочтительны более холодные оттенки света, имитирующие освещение в пасмурный день.

### Параметры воды
Пламенный мох выращивается в воде с диапазоном температур от 20 °C до 28 °C и медленным течением. Рекомендуется применение фильтра для воды с незначительной циркуляцией.
Для данного вида мха рекомендуемый рН воды в пределах от 6 до 7,5.